# (15225) 1985 RJ4
(15225) 1985 RJ4 là một tiểu hành tinh vành đai chính. Nó được phát hiện bởi Henri Debehogne ở Đài thiên văn La Silla ở Chile ngày 11 tháng 9 năm 1985.